# Zeppelin Filmes (Portugal)
Zeppelin Filmes é uma empresa portuguesa produtora e distribuidora de animação cinematográfica e audiovisual.
Foi criada em 1997 por Luís da Matta Almeida.